# Israelitische Kultusgemeinde Wien

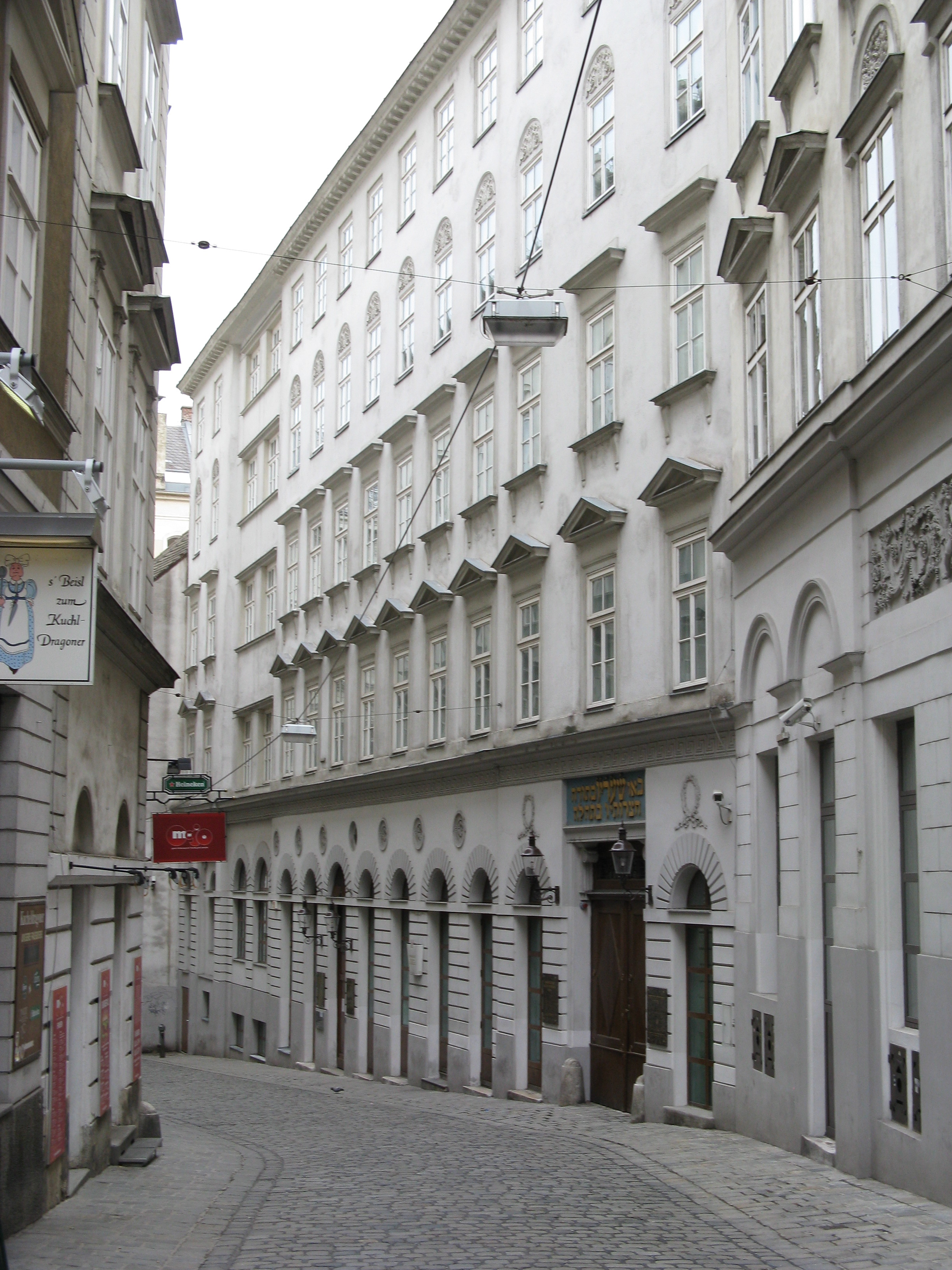
Le bâtiment principal de l'IKGW dans Seitenstettengasse

L'Israelitische Kultusgemeinde Wien (IKGW) (Consistoire israélite de Vienne, en français) est la principale communauté juive de Vienne. Elle compte près de 7 000 membres et représente la quasi-totalité du judaïsme en Autriche, à part quelques petites communautés dans d'autres villes autrichiennes.

## Organisation
L'Israelitische Kultusgemeinde propose à ses membres des services dans le domaine social, religieux et éducatif. Elle publie un journal mensuel Die Gemeinde - Insider et met aussi sur Internet des archives.
L'IKGW participe au Israelitische Kultusgemeinde (de) en Autriche qui est reconnu officiellement comme association cultuelle depuis 1890.
L'Anlaufstelle für jüdische NS-Verfolgte in und aus Österreich soutient et conseille les victimes du nazisme et leurs familles pour la restitution et l'indemnisation.
En mars 2012, la communauté réformée "Or Chadasch (de)" demande la sécession, car certains de ses membres ne reconnaissent plus dans l'IKGW après leur conversion à ce mouvement. La demande d'association est refusée par le Ministère de l'Enseignement en juin 2012. Il n'y aura pas donc de communauté juive libérale en Autriche. Le ministère se justifie en disant que la loi permet la création d'associations internes.

## Histoire
L'histoire de la population juive de Vienne remonte à l'époque romaine. Elle ne peut pas former une organisation en raison de l'antisémitisme étatique et municipale.
La situation semble s'améliorer grâce à l'édit de tolérance (de) signé par Joseph II, mais la religion est limitée au cercle privé. L'émancipation des Juifs a lieu après la révolution autrichienne de 1848. François-Joseph reconnaît l'existence d'une communauté juive à Vienne. Une décision municipale provisoire en 1852 est reconnue comme la fondation de l'IKGW. Elle établit le synagogue et les locaux et bureaux de la communauté. En 1890, la religion juive est reconnue dans tout l'empire d'Autriche-Hongrie.
La communauté viennoise compte avant l'Anschluss en mars 1938 environ 185 000 membres. Elle est ensuite interdite par les nazis. En mai 1938, le régime établit sous le nom de Jüdische Gemeinde Wien un organisme intermédiaire entre le régime et la population pour organiser l'émigration volontaire puis les premières déportations.
Après la fin de la Seconde Guerre mondiale, l'Israelitische Kultusgemeinde Wien renaît.
Le 29 août 1981, un attentat terroriste avec des grenades et des armes à feu devant le Stadttempel fait deux morts et vingt-et-un blessés. On l'attribue au Fatah-Conseil révolutionnaire.
Présidents de l'IKG Wien depuis 1853
- Leopold von Wertheimstein (1853–1863)
- Josef von Wertheimer (1864–1867)
- Jonas von Königswarter (1868–1871)
- Ignaz Kuranda (de) (1872–1884)
- Moritz von Borkenau (1884–1885)
- Arminio Cohn (1886–1890)
- Wilhelm von Gutmann (1891–1892)
- Vacant de 1893 à 1896
- Gustav Simon (1896–1897)
- Heinrich Klinger (1897–1903)
- Alfred Stern (de) (1904–1918)
- Alois Pick (de) (1920–1932, première élection au scrutin proportionnel)
- Desider Friedmann (1933; mort à Auschwitz)
- David Brill (1946–1948)
- Kurt Heitler (de septembre 1950 à mai 1951)
- David Shapira (1948–1952)
- Emil Maurer (1952–1963)
- Ernst Feldsberg (1963–1970)
- Anton Pick (1970–1981)
- Ivan Hacker (1982–1987)
- Paul Grosz (de) (1987–1998)
- Ariel Muzicant (de) (1998–2012)
- Oskar Deutsch (de) (depuis 2012)

Rabbins de l'IKGW depuis 1824
- Isaak Mannheimer, prédicateur du Stadttempel (1824–1865)
- Lazar Horowitz (de), grand-rabbin (1828–1868)
- Adolf Jellinek (de), prédicateur du Stadttempel (1865–1893)
- Moritz Güdemann, grand-rabbin (1892–1918), en 1894 aussi rabbin du Stadttempel
- Zwi Perez Chajes, grand-rabbin (1918–1927)
- David Feuchtwang, grand-rabbin (1933–1936)
- Israel Taglicht, grand-rabbin provisoire (1936)
- Isidor Öhler, prédicateur du Stadttempel (1946)
- Akiba Eisenberg (de), grand-rabbin (1948–1983)
- Paul Chaim Eisenberg (de), grand-rabbin (depuis 1983)
- Schlomo Hofmeister (de), rabbin (depuis 2008)